# Batak Simalungun

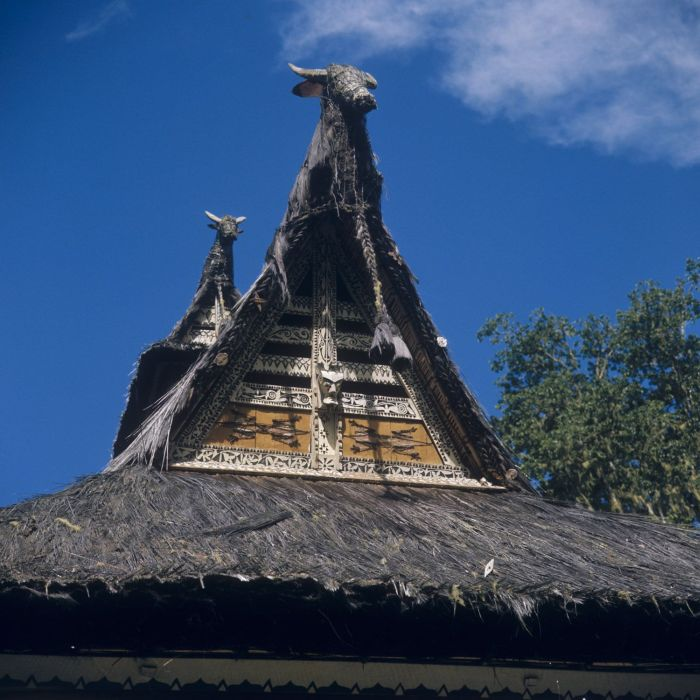
Toit d'une maison batak simalungun

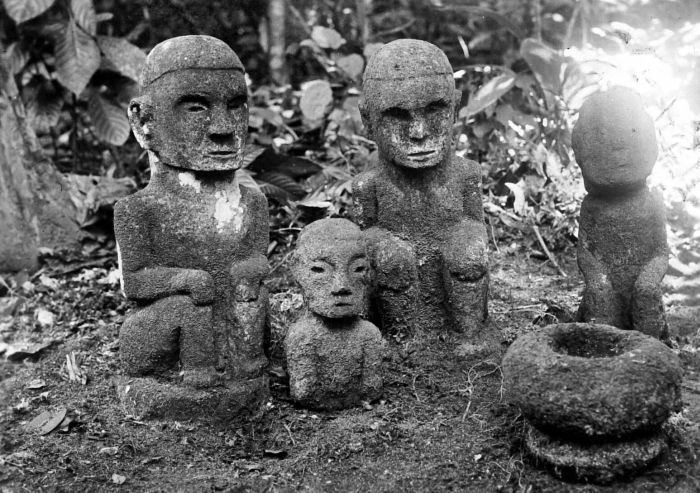
Statuettes de culte batak simalungun (1938)

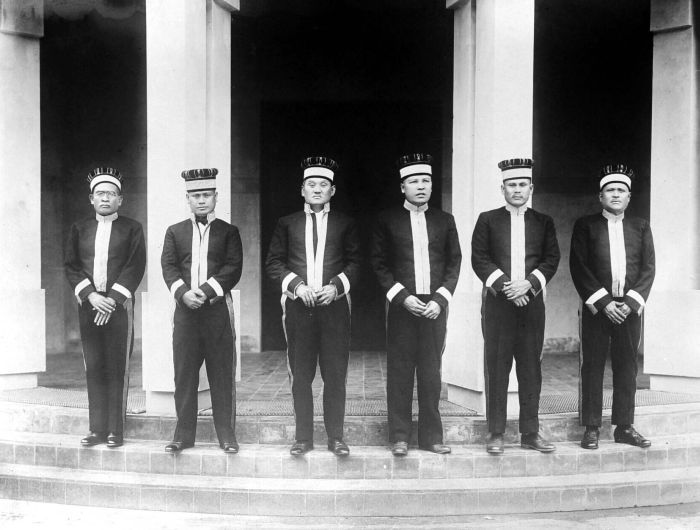
Chefs batak simalungun à l'époque des Indes néerlandaises

Les Batak Simalungun sont un des groupes batak, une population du nord de l'île indonésienne de Sumatra. Au nombre d'environ 1,2 million (2000), ils habitent au nord et au nord-est du lac Toba.
La langue batak simalungun appartient à un groupe dit « batak » dans le rameau des langues sumatra du Nord-Ouest de la branche malayo-polynésienne des langues austronésiennes.